# Ormocarpopsis parvifolia
Ormocarpopsis parvifolia é uma espécie vegetal da família Fabaceae.
Apenas pode ser encontrada no Madagáscar.